# Benoît Varloteaux
Benoît Varloteaux (* 10. Juni 1971 in Grenoble) ist ein ehemaliger französischer Handballspieler.

## Karriere

### Verein
Der 1,92 m große Torwart lernte das Handballspielen in seiner Heimatstadt Grenoble bei Entente Sportive Saint-Martin-d’Hères. Dort spielte er ab 1988 in der zweiten französischen Liga in der ersten Mannschaft, die 1991 mit CENGUC zu Saint-Martin-d’Hères GUC fusionierte. Im Sommer 1994 folgte der Wechsel zum Erstligisten Chambéry HB. Nach der Saison 1997/98 wurde er zum besten Torhüter des Jahres gewählt. Nachdem die Mannschaft 1998, 1999 und 2000 jeweils den zweiten Platz in der Meisterschaft belegt hatte, gelang im Jahr 2001 der Gewinn der ersten Meisterschaft der Vereinsgeschichte. In der Coupe de la Ligue folgte 2002 der nächste Titel. Zudem wurde man 2002 und 2003 erneut Meisterschaftszweiter. Nach der Saison 2003/04 beendete er seine Karriere.

### Nationalmannschaft
In der französischen A-Nationalmannschaft debütierte Varloteaux im Jahr 1997. Bis 1999 bestritt er 22 Länderspiele. Bei der Europameisterschaft 1998 kam er zu drei Einsätzen und belegte mit Frankreich den siebten Rang. Beim World Cup 1999 erreichte die Auswahl den vierten Platz.